# Psicologismo
El término psicologismo es utilizado con un marcado carácter reductivo del pensar filosófico a una sola de sus disciplinas: la psicología. 
André Lalande, en su Vocabulaire technique et critique de la Philosophie, señala que se denomina psicologismo a la «tendencia a hacer predominar el punto de vista psicológico sobre el punto de vista específico de cualquier otro estudio (particularmente de la teoría del conocimiento o de la lógica)». 
El término surge en el siglo XIX de la mano de Johann Eduard Erdmann y uno de los primeros en utilizarlo es Vincenzo Gioberti, que lo opone a ontologismo. Para Gioberti, el psicologismo es el sistema que parte del sentido íntimo para, en seguida, realizar y construir todo lo que el ser humano puede saber, con lo que lo inteligible se reduce a lo sensible y la ontología a la psicología, mientras que el ontologismo sigue el sentido inverso (cfr. Introduzione allo studio della filosofía, II, Milán 1941, 62-63).
En el psicologismo no se podría entender ni el conocimiento en ausencia de un sujeto que lo observa ni los procesos mentales que se despliegan ante la situación de interacción entre el observador y lo observado. El sentido subjetivo impondría límites insuperables al potencial de conocer la realidad última.
La noción de psicologismo posee un marcado carácter polémico; Lalande, al realizar la crítica del término, señala que, al igual que otros muchos nombres análogos, el psicologismo «no se emplea más que para desaprobar o eliminar una actitud a la cual nos oponemos»; aunque no siempre sucede así, como indica Edmund Husserl, siguiendo el planteamiento de Carl Stumpf, en su obra Investigaciones lógicas (trad. J. Gaos, 2 ed. Madrid 1967, vol. 1, p. 82, nota 3). De todas maneras, como bien señala José Gaos, el psicologismo no es más que una variante o forma del positivismo; y son variedades del psicologismo las que realizan una reducción a la Psicología de las ciencias normativas de la Lógica, de la Teoría del conocimiento (Epistemología) o de la Ética (cfr. J. Gaos, o. c. en bibl.).

## Psicologistas
Como psicologista hay que considerar principalmente al empirista inglés David Hume, quien pretende reducir casi todo a psicología, más aún, a mera "psicología empírica", de forma que la única realidad admisible para él es la sensible, reduciendo también todo conocimiento al mero conocimiento sensible; en esa línea se había movido ya Locke. Así se pretende reducir a «Psicología sensitiva» no sólo la lógica y la Teoría del conocimiento, sino la misma metafísica y la ética. 
Después hay que destacar como psicologista a John Stuart Mill, para quien, según recoge Husserl, «la Lógica no es una ciencia distinta de la psicología y coordinada con esta. En cuanto ciencia, es una parte o rama de la psicología que se distingue de ésta como la parte del todo y como el arte de la ciencia. 
La lógica debe sus fundamentos teoréticos íntegramente a la psicología, y encierra en sí tanto de esta ciencia como es necesario para fundar las reglas del arte».
También cabe destacar a Theodor Lipps, que hace derivar del fundamento psicológico todas las demás disciplinas. Para Lipps, así lo comenta Husserl, «la psicología, y más concretamente la psicología del conocimiento, será por ende la que suministre el fundamento teorético para la construcción de un arte lógico».

## Crítica
El psicologismo ha sido duramente criticado desde sus comienzos. Ya Kant, en la Lógica, había señalado el absurdo de identificar la lógica con la psicología, o de considerar o suponer principios psicológicos en la lógica. El texto de Kant es utilizado por el mismo Husserl como argumento habitual de los antipsicologistas, sujeto a contraprueba por los partidarios del psicologismo. 
Hermann Lotze, con su distinción entre el contenido empírico del pensamiento y la validez del mismo, intenta sobrepasar también las tesis del psicologismo pero manteniendo grandes contactos con las tesis kantianas. 
Sin duda alguna, la crítica más importante al planteamiento del psicologismo viene dada por la fenomenología de Edmund Husserl: principalmente la crítica se desarrolla en las Investigaciones lógicas, aunque también aparece en otras obras. Husserl se plantea el problema del psicologismo al examinar las relaciones de la lógica con la psicología:
«Hay una dirección, precisamente la dominante en nuestro tiempo, que tiene pronta la respuesta a las cuestiones formuladas y dice: los fundamentos teoréticos esenciales de la lógica residen en la psicología, a cuya esfera pertenecen por su contenido teorético las proposiciones que dan a la Lógica su sello característico».
Husserl muestra cómo las tesis psicologistas presentan un gran vacío que se encuentra en el nivel de coparticipación, en la fundamentación de la lógica y en el nivel del fundamento esencial de la misma. Pero la crítica del psicologismo en Husserl es tanto un reexamen de las posturas psicologistas como las de las antipsicologistas, aunque, es cierto, Husserl mantiene una cierta afinidad con estas últimas: 
«Me parece incluso que la parte más importante de la verdad está del lado antipsicologista; sólo que los pensamientos decisivos no han sido expuestos convenientemente y están enturbiados por muchas inexactitudes». 
La invalidez del psicologismo es fundamentalmente la misma que la del relativismo. Los errores del psicologismo aparecen claros desde dos ángulos: desde sus consecuencias y desde sus prejuicios.
Por sus Consecuencias, el psicologismo se muestra como empirismo. Partiendo Husserl de la consideración de la psicología como una ciencia de hechos, y, por tanto, de pensar que sus leyes no poseerán exactitud, sino que «sólo son generalizaciones de la experiencia, muy valiosas sin duda, pero vagas», llega a la consecuencia de que, al hacer depender la lógica de la psicología, no haríamos más que hacer de la lógica un repertorio de generalidades empíricas sin la exactitud propia de los principios lógicos. Por otro lado, sigue comentando Husserl, al tener que basarnos en la inducción, con «ello no se demuestra la validez de la ley, sino tan sólo la probabilidad más o menos alta de esta validez».
De igual manera, y ésta es una tercera consecuencia empirista del psicologismo, dice Husserl: «Si el conocimiento de las leyes lógicas tuviese su fuente en los hechos psicológicos... poseerían necesariamente un contenido psicológico en un doble sentido: serían leyes para los hechos psíquicos y supondrían o implicarían la existencia de estos hechos. Pero esto es falso. Ninguna ley lógica implica un matter of fact, ni siquiera la existencia de representaciones, o de juicios, o de otros fenómenos del conocimiento. Ninguna ley lógica es... una ley para los hechos de la vida psíquica, ni para las representaciones, ni para los juicios, ni para ninguna otra vivencia psíquica».
Por sus consecuencias, el psicologismo se presenta también, sigue señalando Husserl, como un relativismo escéptico o antropologismo, ya que «toda teoría que considera las leyes lógicas puras como leyes empírico-psicológicas a la manera de los empiristas o que las reduce de un modo más o menos mítico a ciertas `formas primordiales' o funciones del entendimiento `humano', a la conciencia en general, a la constitución psicofísica del ser humano, al intellectus ipse, que, como facultad innata, precede al pensamiento real y a toda experiencia, etc., es eo ipso relativista»; con lo que inicia una dura crítica al antropologismo de la lógica de Sigwart, a B. Erdward.
Respecto de los Prejuicios de los que parte el psicologismo, Husserl señala en concreto tres: 
Al primero de ellos, que considera la necesidad de fundamentar las leyes del conocimiento en la psicología del conocimiento, Husserl opone la necesidad de distinguir entre «normas lógicas puras» y «reglas técnicas de un arte de pensar específicamente humano», consignando a continuación el hecho de que las leyes lógicas se refieren a contenidos ideales. 
Ante el segundo prejuicio, que consiste en pensar que el contenido de la lógica (representaciones, juicios, etc.) son fenómenos psíquicos, Husserl señala que «la diferencia entre el punto de vista psicológico... y el punto de vista objetivo e ideal no es secundaria y meramente subjetiva; determina la distinción de ciencias esencialmente distintas».
Al tercer prejuicio, que expresa la consideración de una reducción de la lógica a una psicología de la evidencia, Husserl se opone afirmando que «el empirismo desconoce la relación entre la verdad y la evidencia, como desconoce en general la relación entre lo ideal y lo real en el pensamiento. La evidencia no es un sentimiento accesorio, que se adhiera a ciertos juicios de un modo accidental o con sujeción a ciertas leyes naturales. No es un carácter psíquico... la evidencia no es otra cosa que la vivencia de la verdad».